# Бій на горі Лопата
Бій на горі Лопата — десятиденний (з 6 до 16 липня 1944) бій між УПА та об'єднаними німецько-угорськими військами. Бій складався з кількох зіткнень: на горі Лопата, поблизу міста Сколе та у Чорному лісі.

## Передумови
Спочатку у куреня УПА «Скажені» в чолі з Василем Андрусяком (псевдонім «Резун») було завдання розбити радянських партизанське з'єднання під командуванням Михайла Шукаєва, яке навесні 1944 отримало наказ вийти до Дрогобицького басейну нафти. У квітні-травні курінь «Різуна» неодноразово вступав в бої з партизанами Шукаєва біля Чорного лісу.
На початку червня 1944 німці допоміжними силами 7-ї танкової дивізії почали зачистку Чорного лісу від партизанів із з'єднання Шукаєва, яка тривала тиждень. Совєти, хоч і зазнали сильні втрати, але їм вдалося зберегти бойове ядро і піти в гори. 24 червня 1944 року в Чорному Лісі відбулася нарада командирів УПА-Захід за участю Василя Сидора, в ході якого підвели підсумки боїв з радянськими партизанами. Було прийнято рішення, що курінь «Різуна» вирушить в погоню за партизанами, під час якої і сталася битва.

## Хронологія
- 6 липня — повстанці на чолі із Василем Андрусяком (псевдо «Різун») роззброїло німецький підрозділ із трьома вантажними автомашинами.
- 8 липня — атака німецьких військ на позиції УПА поблизу містечка Долина, із використанням артилерії та мінометів. Паралельно починається атака угорців поблизу міста Сколе. Через чисельну перевагу та кращу оснащеність німецьких та угорських військ, частини УПА відступають на заздалегідь підготовані позиції на горі Лопата. О 17 годині противник штурмує позиції повстанців на горі.
- 9 липня — відхід повстанців з оточення.
- 10 липня — засідка УПА проти німецької автоколони. Локальні бої поблизу гори Лопата продовжувались до 16 години. Відступ німецьких частин до райцентрів Сколе та Долина.
- між 10 та 16 липня — локальні зіткнення поблизу гори Лопата, міст Сколе та Долина[4].